# Закон мінімуму дисипації енергії
Закон мінімуму дисипації (розсіювання) енергії, або принцип економії  енергії: при ймовірності розвитку процесу в деякій множині напрямків, що допускаються початком  термодинаміки, реалізується той, що забезпечує мінімум  дисипації енергії (або мінімум зростання  ентропії).
У світовому процесі розвитку принцип мінімуму дисипації енергії відіграє особливу роль. Суть його: якщо допустимий не єдиний стан системи, а ціла сукупність станів, згідних з законами збереження і принципами, а також із зв'язками, накладеними на систему, то реалізується той стан, якому відповідає мінімальне розсіювання енергії, або, що те ж саме, мінімальне зростання ентропії («риба шукає, де глибше, а людина — де краще»). Принцип мінімуму дисипації енергії є окремим випадком більш загального принципу «економії ентропії».
У природі весь час виникають структури, в яких ентропія не тільки не зростає, але й локально зменшується. Ця властивість притаманна багатьом відкритим системам, в тому числі і живим, де за рахунок припливу іззовні речовини і енергії виникають так звані квазістаціонарні (стабільні) стани.
Таким чином, якщо в даних конкретних умовах можливі декілька типів організації матерії, що узгоджуються з іншими принципами відбору, то реалізується та структура, якій відповідає мінімальний РІСТ ентропії. Так як спадання ентропії можливо тільки за рахунок поглинання зовнішньої енергії, то реалізуються ті з можливих  форм організації матерії, які здатні в максимальній формі поглинати енергію.
Область застосування принципу мінімуму дисипації енергії безперервно розширюється. Протягом всієї історії людства прагнення оволодіти джерелами енергії і речовини було одним з найважливіших стимулів розвитку і устремління людських інтересів. І тому завжди було джерелом різноманітних конфліктів.
У міру розгортання  науково-технічного прогресу, виснаження  природних ресурсів виникає тенденція до економного витрачання цих ресурсів, виникнення  безвідходних технологій, розвитку виробництв, які вимагають невеликих енерговитрат і матеріалів.
Якщо говорити про ієрархію принципів відбору, то він грає роль як би завершального, замикаючого принципу: коли інші принципи не виділяють єдиного стійкого стану, а визначають цілу їх безліч, то цей принцип служить додатковим принципом відбору.
Проблема економії ентропії, цієї міри руйнування організації та незворотного розсіювання енергії, вирішується в світі живої природи. Існує теорема про мінімум відтворення ентропії, яка стверджує, що виробництво ентропії системою, яка перебуває в стаціонарному стані, досить близьке до рівноважного стану, мінімальне. Цей принцип можна розглядати як універсальний. У живій речовині він проявляється не як закон, а як тенденція. У живій природі протиріччя між тенденцією до локальної стабільності і прагненням максимально використовувати зовнішню енергію і матерію є одним з найважливіших чинників створення нових форм організації матеріального світу.

## Ресурси Інтернету
- Розенберг Г. С. О структуре учения о биосфере
- Дедю И. И. Экологический энциклопедический словарь. — Кишинев, 1989 [Архівовано 1 лютого 2012 у Wayback Machine.]
- Словарь ботанических терминов / Под общ. ред. И. А. Дудки. — Киев, Наук. Думка, 1984 [Архівовано 3 березня 2018 у Wayback Machine.]
- Англо-русский биологический словарь (online версия) [Архівовано 19 липня 2017 у Wayback Machine.]
- Англо-русский научный словарь (online версия) [Архівовано 28 лютого 2015 у Wayback Machine.]